# Les Sabots d'Hélène (album)
Pour la chanson, voir Les Sabots d'Hélène.
Albums de Georges Brassens
Le Vent
(1954) Je me suis fait tout petit
(1956)
Les Sabots d'Hélène, est le troisième album édité en France du chanteur Georges Brassens. Sorti initialement sans titre (à moins qu'on ne prenne pour tel, au verso de la pochette, l'indication : Georges Brassens, sa guitare et ses rythmes), l'album sera identifié ici par le titre de sa première chanson. L’édition originale est sortie en décembre 1954.

## Édition originale de l’album
Décembre 1954 : disque microsillon 33 tours/25cm, Polydor, 3e série (LP 530.033).
– Pochette : dessin réalisé par Henri Favre.
– Enregistrement : monophonique.

### Interprètes
- Georges Brassens : chant, guitare.
- Pierre Nicolas : contrebasse
- Victor Apicella : seconde guitare

### Chansons
Sauf indication contraire, toutes les chansons sont écrites et composées par Georges Brassens.
Face 1
| No | Titre                                                     | Paroles                                                                              | Durée      |
| -- | --------------------------------------------------------- | ------------------------------------------------------------------------------------ | ---------- |
| 1. | Les Sabots d'Hélène                                       |                                                                                      | 2 min 47 s |
| 2. | Chanson pour l'Auvergnat « Elle est à toi cette chanson » |                                                                                      | 3 min 01 s |
| 3. | La Première Fille… qu’on a pris dans ses bras             |                                                                                      | 2 min 27 s |
| 4. | La Prière                                                 | Extraits des poèmes Les Mystères douloureux et Les Mystères joyeux de Francis Jammes | 3 min 07 s |
| 5. | Gastibelza (L'Homme à la carabine)                        | Extraits du poème Guitare de Victor Hugo                                             | 2 min 10 s |

Face 2
| No | Titre                                   | Durée      |
| -- | --------------------------------------- | ---------- |
| 1. | La Mauvaise Herbe                       | 2 min 47 s |
| 2. | Une jolie fleur… dans une peau de vache | 2 min 42 s |
| 3. | Je suis un voyou « La Tramontane »      | 2 min 38 s |
| 4. | Le Mauvais Sujet repenti                | 2 min 30 s |
| 5. | P... de toi                             | 2 min 41 s |

## Discographie liée à l’album

### Disques45 tours
Seules les premières éditions sont listées ci-dessous ; la plupart de ces disques ayant fait l’objet de rééditions jusqu’en 1966.
Identifications :
SP (Single Playing) = Microsillon 45 tours/17 cm (2 à 3 titres).
EP (Extended Playing) = Microsillon 45 tours/17 cm (4 titres et plus), ou super 45 tours.
- 1954 : SP Minigroove/Philips (N 372.325 F).

– Face 1 : La Prière (poème de Francis Jammes).
– Face 2 : Gastibelza « L'Homme à la carabine » (poème de Victor Hugo).
- 1954 : SP Minigroove/Philips (N 372.326 F).

– Face 1 : Une jolie fleur…dans une peau de vache.
– Face 2 : La Première Fille… qu’on a pris dans ses bras.
- 1955 : SP Minigroove/Philips (N 372.375 F).

– Face 1 : Chanson pour l'Auvergnat « Elle est à toi cette chanson ».
– Face 2 : Les Sabots d'Hélène.
- 1955 : SP Minigroove/Philips (N 372.378 F).

– Face 1 : Je suis un voyou « La Tramontane ».
– Face 2 : Le Mauvais Sujet repenti.
- 1955 : SP Minigroove/Philips (N 372.460 F).

– Face 1 : La Mauvaise Herbe.
– Face 2 : Le Parapluie (du film Rue de l’Estrapade).
- Février 1954 : EP Minigroove/Philips, 3e série (432.067 NE).

– Face 1 : Chanson pour l'Auvergnat « Elle est à toi cette chanson » – La Prière (Francis Jammes).
– Face 2 : Une jolie fleur… dans une peau de vache – La Mauvaise Réputation.
- 1955 : EP Minigroove/Philips, 4e série (432.068 NE).

– Face 1 : Les Sabots d'Hélène – Bancs publics.
– Face 2 : La Première Fille… qu’on a pris dans ses bras – Brave Margot.
- 1956 : EP Minigroove/Philips, 6e série (432.205 NE).

– Face 1 : Le Mauvais Sujet repenti – Il suffit de passer le pont.
– Face 2 : La Mauvaise Herbe – Gastibelza « L'homme à la carabine » (Victor Hugo).

### Rééditions de l’album
Identifications :
LP (Long Playing) = Microsillon 33 tours/25cm
CD (Compact Disc) = Disque compact
- Mars 1955 : LP Minigroove/Philips, 3e série (N 76.063 R).
- 1957 : LP Philips (n° 3 - N 76.063 R).
- 2002 : LP Polydor/Mercury (530.033/063 028-3).

– Fac-similé de l’édition originale, enregistrement remasterisé.
- 2002 : CD Mercury/Universal (063 030-2).

– Digipak avec réplique du recto de la pochette originale.
- Novembre 2010 : CD Mercury/Universal (274 897-9)[5].

– Réplique recto/verso de la pochette originale.

## Classements et certifications
| Classement (1955) | Meilleure place |
| ----------------- | --------------- |
| France (SNEP)     | 40              |

| Classement (1957) | Meilleure place |
| ----------------- | --------------- |
| France (SNEP)     | 5               |

| Pays          | Certification | Date | Ventes certifiées |
| ------------- | ------------- | ---- | ----------------- |
| France (SNEP) | Or            | 1976 | 100 000           |